# Championnat du Nigeria de football 2022-2023
Navigation
Saison précédente Saison suivante
La saison 2022-2023 du Championnat du Nigeria de football est la trente-troisième édition de la première division professionnelle au Nigeria, la Premier League. Les équipes se rencontrent deux fois au cours de la saison, à domicile et à l'extérieur. Les quatre derniers sont relégués dans la National League, la deuxième division nigériane.
Le Rivers United est le tenant du titre.

## Déroulement de la saison
La saison 2021-2022 s'est terminée sur un conflit, un autre se déclare avant la nouvelle saison, le championnat nigérian voulant se caler sur les dates des championnats européens, de septembre à mai. Une première date de départ est annoncée pour le 23 septembre 2022. Mais à cause de multiples problèmes la date de démarrage est reportée au 1er décembre.
Le départ de la nouvelle saison devant encore être reportée, un comité intérimaire est créé pour organiser la nouvelle saison. Celui-ci doit dans l'urgence proposer un nouveau format, qui sera adopté avec une date de reprise fixée au 8 janvier 2023.
Le nouveau format prévoit deux groupes de 10 équipes, les trois premiers de groupe joueront un play-off à six équipes pour le titre de champion.

## Les clubs participants
- Abia Warriors FC
- Akwa United FC
- Plateau United
- Rivers United
- Enugu Rangers
- Enyimba FC
- Bayelsa United - promu de D2
- Bendel Insurance  - promu de D2
- Doma United - promu de D2
- Lobi Stars FC
- Nasarawa United FC
- Sunshine Stars FC
- El-Kanemi Warriors - promu de D2
- Wikki Tourists
- Kwara United Football Club
- Dakkada FC
- Niger Tornadoes FC
- Shooting Stars SC
- Remo Stars FC
- Gombe United FC

## Compétition
Le barème de points servant à établir le classement se décompose ainsi :
- Victoire : 3 points
- Match nul : 1 point
- Défaite : 0 point

### Classements

#### Groupe A
| Rang | Équipe                     | Pts | J  | G | N  | P  | Bp | Bc | Diff |
| ---- | -------------------------- | --- | -- | - | -- | -- | -- | -- | ---- |
| 1    | Bendel Insurance P         | 34  | 18 | 8 | 10 | 0  | 22 | 11 | +11  |
| 2    | Remo Stars FC              | 33  | 18 | 9 | 6  | 3  | 21 | 14 | +7   |
| 3    | Enyimba FC                 | 32  | 18 | 9 | 5  | 4  | 24 | 14 | +10  |
| 4    | Akwa United FC             | 32  | 18 | 9 | 5  | 4  | 24 | 14 | +10  |
| 5    | Plateau United             | 26  | 18 | 7 | 5  | 6  | 29 | 23 | +6   |
| 6    | Shooting Stars SC          | 23  | 18 | 5 | 8  | 5  | 20 | 20 | 0    |
| 7    | Gombe United FC            | 19  | 18 | 4 | 7  | 7  | 10 | 20 | -10  |
| 8    | Kwara United Football Club | 17  | 18 | 4 | 5  | 9  | 11 | 22 | -11  |
| 9    | Nasarawa United FC         | 14  | 18 | 3 | 5  | 10 | 15 | 23 | -8   |
| 10   | El-Kanemi Warriors P       | 10  | 18 | 2 | 4  | 12 | 10 | 28 | -18  |

|  | Qualification pour les play-off                                                          |
|  | Relégation en National League                                                            |
|  | T : Tenant du titre C : Vainqueur de la Coupe du Nigeria P : Promu de la National League |

#### Groupe B
| Rang | Équipe             | Pts | J  | G | N | P  | Bp | Bc | Diff |
| ---- | ------------------ | --- | -- | - | - | -- | -- | -- | ---- |
| 1    | Rivers United T    | 34  | 18 | 9 | 7 | 2  | 24 | 15 | +9   |
| 2    | Lobi Stars FC      | 30  | 18 | 9 | 3 | 6  | 20 | 17 | +3   |
| 3    | Sunshine Stars FC  | 27  | 18 | 7 | 6 | 5  | 20 | 14 | +6   |
| 4    | Abia Warriors FC   | 27  | 18 | 8 | 3 | 7  | 22 | 24 | -2   |
| 5    | Doma United P      | 26  | 18 | 7 | 5 | 6  | 15 | 15 | 0    |
| 6    | Niger Tornadoes FC | 23  | 18 | 6 | 5 | 7  | 16 | 16 | 0    |
| 7    | Bayelsa United P   | 21  | 18 | 6 | 6 | 6  | 24 | 24 | 0    |
| 8    | Enugu Rangers      | 21  | 18 | 0 | 0 | 2  | 0  | 3  | -3   |
| 9    | Wikki Tourists FC  | 19  | 18 | 5 | 4 | 9  | 18 | 23 | -5   |
| 10   | Dakkada FC         | 13  | 18 | 3 | 4 | 11 | 15 | 29 | -14  |

|  | Qualification pour les play-off                                                          |
|  | Relégation en National League                                                            |
|  | T : Tenant du titre C : Vainqueur de la Coupe du Nigeria P : Promu de la National League |

#### Play-off
Le play-off ou Super Six entre les trois premiers de groupe se déroule du 3 au 11 juin 2023 à Lagos, les équipes s'affrontent une fois.
| Rang | Équipe               | Pts | J | G | N | P | Bp | Bc | Diff |
| ---- | -------------------- | --- | - | - | - | - | -- | -- | ---- |
| 1    | Enyimba FC           | 9   | 5 | 2 | 3 | 0 | 8  | 4  | +4   |
| 2    | Remo Stars FC        | 9   | 5 | 2 | 3 | 0 | 8  | 5  | +3   |
| 3    | Rivers United T      | 9   | 5 | 2 | 3 | 0 | 6  | 4  | +2   |
| 4    | Sunshine Stars FC    | 5   | 5 | 1 | 2 | 2 | 5  | 7  | -2   |
| 5    | Bendel Insurance P C | 3   | 5 | 0 | 3 | 2 | 3  | 5  | -2   |
| 6    | Lobi Stars FC        | 2   | 5 | 0 | 2 | 3 | 1  | 6  | -5   |

|  | Qualification pour la ligue des champions de la CAF                                      |
|  | T : Tenant du titre C : Vainqueur de la Coupe du Nigeria P : Promu de la National League |

## Bilan de la saison
| Championnat du Nigeria de football 2022-2023 |                       |
| Champion                                     | Enyimba FC (9e titre) |
| Coupes et trophées                           |                       |
| Vainqueur de la Coupe du Nigeria 2022-2023   | Bendel Insurance      |
| Qualifications continentales                 |                       |
| Ligue des champions de la CAF 2023-2024      | Enyimba FC            |
| Ligue des champions de la CAF 2023-2024      | Remo Stars FC         |
| Coupe de la confédération 2023-2024          | Rivers United         |
| Coupe de la confédération 2023-2024          | Bendel Insurance      |
| Promotions et relégations                    |                       |
| Promus en Premier League                     |                       |
| Relégués en National League                  | Wikki Tourists FC     |
| Relégués en National League                  | Dakkada FC            |
| Relégués en National League                  | Nasarawa United FC    |
| Relégués en National League                  | El-Kanemi Warriors    |